# 化学术语总目录
《化學術語總目錄》（英語：Compendium of Chemical Terminology）是一本國際純粹與應用化學聯合會關於國際性符號和術語的書籍。為紀念Victor Gold對化學術語總目錄第一版的貢獻，所以此目錄俗稱為金皮書("Gold Book")。
《化學術語總目錄》第一版於1987年出版(ISBN 0-63201-765-1)。而由A. D. McNaught與A. Wilkinson編輯的第二版於1997年出版(ISBN 0-86542-684-8)。在IUPAC的網站上亦可免費查閱加長版的金皮書。

## 參閱
- IUPAC顏色書

## 外部連結
- 化學術語總目錄官方網頁
- 化學術語總目錄網上版本
- 化學術語總目錄網上可搜索版本 (XML)
- IUPAC命名法 （页面存档备份，存于）